# Adoretus vulpeculus
Adoretus vulpeculus är en skalbaggsart som beskrevs av Gilbert John Arrow 1917. Adoretus vulpeculus ingår i släktet Adoretus och familjen Rutelidae. Inga underarter finns listade i Catalogue of Life.